# Quinina
La quinina o chinchona, C20H24N2O2, es un alcaloide natural, blanco y cristalino, con propiedades antipiréticas, antipalúdicas y analgésicas producido por algunas especies del género Cinchona. Es un estereoisómero de la quinidina, derivado de la quinolina. La intoxicación por esta sustancia produce cinconismo.
La quinina era el principal compuesto empleado en el tratamiento de la malaria hasta que fue sustituido por otros medicamentos sintéticos más eficaces, como la quinacrina, cloroquina y primaquina. La quinina se puede usar todavía en el tratamiento de la malaria resistente. También se ha intentado utilizarla para tratar pacientes infectados con priones, pero con un éxito limitado. Es un compuesto empleado frecuentemente en la adulteración de la heroína.

## Historia
La corteza del quino, que contiene quinina, era conocida por sus propiedades curativas por los pobladores andinos, pero no se incorporó al acervo cultural europeo hasta que no fueron descubiertas sus propiedades antimaláricas. Cuando los europeos portaron la malaria a América, los pobladores se dieron cuenta de que una de sus medicinas tradicionales, la quina o corteza del quino, ofrecía alivio a los síntomas de esta enfermedad. Los incas conocían las propiedades medicinales de las plantas que crecían en los Andes y en la selva amazónica, entre ellas había un árbol que producía la amarga corteza que podía curar muchas dolencias, calambres, resfríos y arritmias. La palabra quechua kina significa corteza, pero esta corteza se conocía asimismo con el nombre de kina-kina, "corteza de cortezas", dando así origen al nombre quinina.
En el Colegio San Pablo de Lima, Virreinato del Perú, fundado por los jesuitas en 1568 se creó el laboratorio farmacéutico que difundió por toda Europa la quinina, que empezó a exportarse en 1631 y que llegó a ser conocida como la «corteza jesuita» en toda Europa. McNaspy cuenta cómo en el mundo protestante la predicación convirtió la «corteza jesuita» en un instrumento de penetración del Maligno y de los demoniacos influjos papales. La quinina era una quinta columna, un engaño para apoderarse de la salud y las almas. Esto hizo que hubiera una resistencia tenaz a su uso con los consiguientes perjuicios para la salud. Hicieron falta varias décadas para vencer el rechazo irracional al uso médico de la quinina en Inglaterra y otros países protestantes".
El nombre chinchona, así como el nombre científico del género Cinchona, procede de la condesa de Chinchón (esposa del Virrey, Luis Fernández de Cabrera), quien en 1632 se recuperó de una malaria gracias a esta corteza, lo cual según la tradición daría a conocer la quinina en Europa.
La forma de la quinina más eficaz en el tratamiento de la malaria fue encontrada por Charles Marie de La Condamine en 1737. La quinina se aisló y fue nombrada en 1820 por los investigadores franceses Pierre Joseph Pelletier y Joseph Bienaimé Caventou. Antes de 1820, la corteza se secaba primero, se molía en un polvo fino y después se mezclaba en un líquido (comúnmente vino) que era entonces bebido.
El quino sigue siendo la única fuente útil de quinina. Sin embargo, en tiempos de guerra, se intensificaron los esfuerzos para lograr su síntesis total. Los químicos americanos R.B. Woodward y W.E. Doergin lograron sintetizarla en 1944. Desde entonces, se han conseguido otras síntesis totales más eficaces, pero ninguna de ellas puede competir a nivel económico con las técnicas de aislamiento y purificación del alcaloide a partir de fuentes naturales.
El uso de la quina a dosis terapéuticas puede provocar cinconismo; en dosis altas o casos raros, puede ser incluso letal, provocando un edema pulmonar agudo y fulminante. En dosis muy elevadas puede ocasionar aborto espontáneo. Además, la quinina es considerada un teratógeno de categoría X por la FDA estadounidense, lo cual significa que puede causar defectos de nacimiento (especialmente sordera) si es tomada por mujeres durante el embarazo. Actualmente se sigue utilizando para combatir la malaria, también contra los calambres musculares, como sulfato de quinina (Circonyl de Pharma), y hasta en cosmetología.
La quinina se usa como potenciador del sabor en el agua tónica, confiriéndole su característico sabor amargo. Debido a los efectos secundarios de altas dosis de quinina, su concentración se ha limitado por la FDA estadounidense a un máximo de 83 ppm. Este valor es aproximadamente unas cuatro milésimas del empleado terapéuticamente. Los colonos británicos presentes en la India, según la tradición, mezclaron el agua tónica empleada por los hindúes con ginebra para compensar con su sabor dulce el amargor del agua tónica, dando lugar al conocido cóctel gin-tonic.
La tónica, aparte de aportar energía por su contenido en quinina, tiene ciertas propiedades: induce la secreción refleja de las glándulas salivares y gástricas, a la que sigue una vascularización de la mucosa gástrica y cierto grado de actividad de la pared muscular del estómago; de esta forma se refuerza el apetito y la digestión resulta más "rápida y completa", confiriendo a la tónica sus propiedades digestivas.

## Biosíntesis
La quinina procede biosintéticamente de la estrictosidina.